# Troy McLawhorn
William Troy McLawhorn (Fayetteville, 4 de noviembre de 1968) más conocido como Troy Mclawhorn es un músico, compositor y productor musical estadounidense que ha sido guitarrista, vocalista y compositor de las bandas Evanescence, Seether, Dark New Day, DoubleDrive, Still Rain y Gibraltar. Es el guitarrista de la banda estadounidense de metal alternativo Evanescence.

## Discografía

### Still Rain
- Still Rain
- Bitter Black Water

### Sevendust
- Home (1999)

### doubleDrive
- 1000 Yard Stare (1999)
- Blue in the Face (2003)

### Dark New Day
- Twelve Year Silence (2005)
- Black Porch (Acoustic Sessions) (

2006)
- Hail Mary  (2011)
- B-Sides  (2011)
- New Tradition (2012)

### Seether
- iTunes Originals – Seether (2008)
- Rhapsody Originals – Seether (2008)
- Finding Beauty in Negative Spaces (2009 reissue of the song "Careless Whisper")
- "Holding Onto Strings Better Left to Fray" (2011)

### Evanescence
- The Open Door (2006)
- Evanescence (2011)
- Synthesis (2017)